# Romanka (potok)

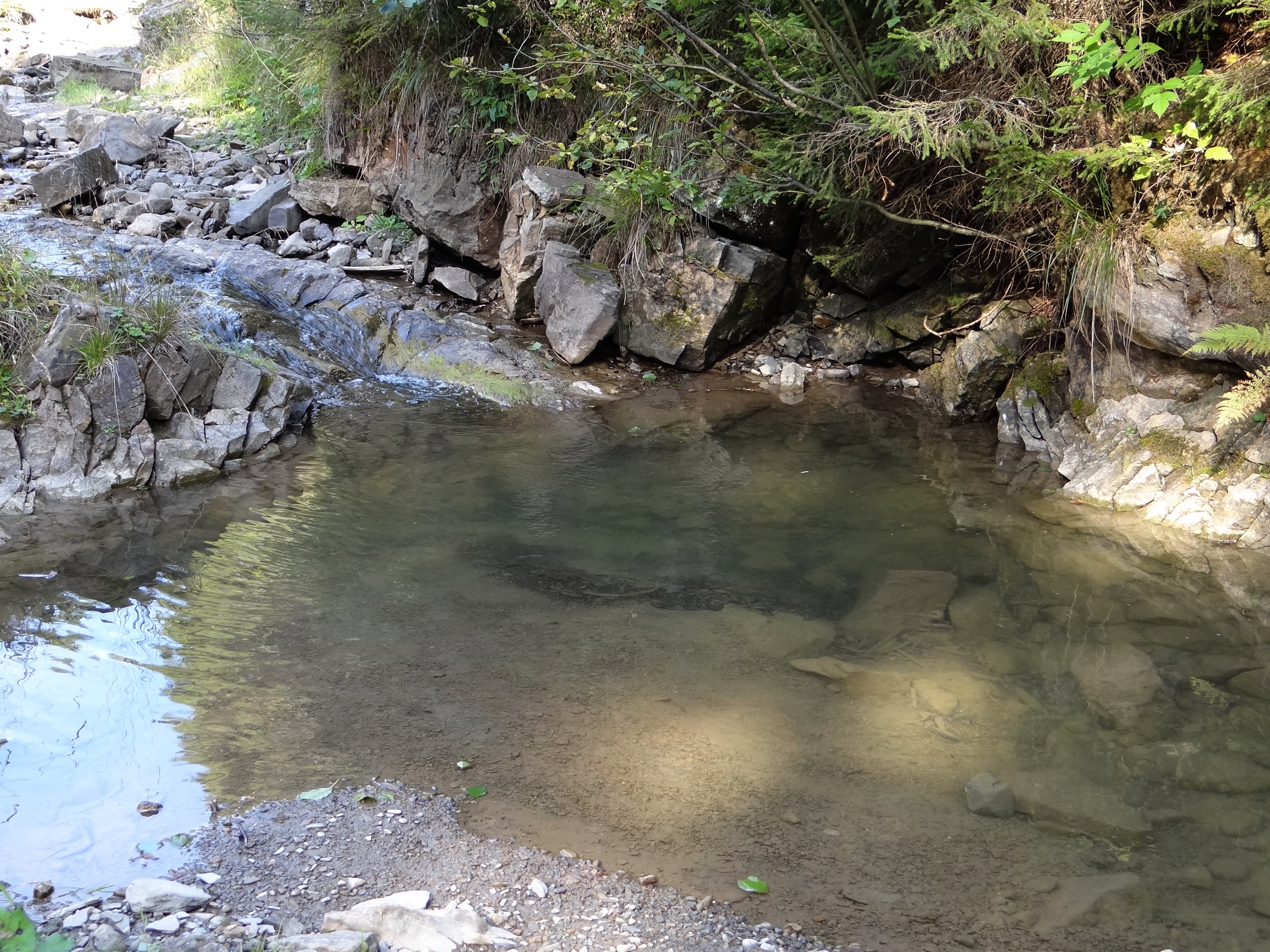
Próg i banior na Romance

Romanka – potok, dopływ Żabniczanki. Spływa w obrębie miejscowości Żabnica w województwie śląskim, na obszarze Beskidu Żywieckiego. Ma źródła na zachodnich stokach Romanki, najwyżej położone znajduje się na wysokości około 1320 m. Spływa w południowo-zachodnim kierunku doliną, której orograficznie lewe zbocza tworzą stoki Romanki, zaś prawe grzbiet opadający z Suchego Gronia przez Halę Kupczykową do Skałki. Z obydwu tych zboczy spływają do niego liczne potoki, sieć potoków spływających z Romanki jest bardzo gęsta. Największym z dopływów jest Suchy Potok. Do Żabniczanki, jako jej prawy dopływ uchodzi w należącym do Żabnicy osiedlu Skałka. Następuje to na wysokości około 585 m n.p.m., w miejscu o współrzędnych 49°33′44″N 19°11′09″E/49,562222 19,185833.
Wzdłuż potoku Romanka prowadzi szosa do przysiółka na Hali Kupczykowej (zakaz wjazdu pojazdów samochodowych, nie dotyczący mieszkańców). Wcześniej, nieco powyżej ujścia do Żabniczanki przyjmuje z prawej strony duży potok spływający spod Skały.
Niemal cały bieg potoku Romanka znajduje się w obszarze zalesionym, w odkrytym terenie spływa jedynie na krótkim odcinku powyżej ujścia do Żabniczanki. Dolną częścią potoku Romanka i dalej jego głównym, prawym dopływem prowadzi znakowany szlak turystyczny. Romanka to typowy potok górski o dużym spadku i całkowicie kamienistym dnie z licznymi progami i tworzącymi się pod nimi baniorami. 

## Szlak turystyczny
Żabnica (przysiółek Skałka) – Schronisko „Słowianka” na Suchym Groniu